# اگوارا
اگوارا (به لاتین: Agwara) یک سکونتگاه مسکونی در نیجریه است که در ایالت نیجر واقع شده‌است.

## خصوصیات
اگوارا ۱٬۵۳۸ کیلومترمربع مساحت و ۵۷٬۴۱۳ نفر جمعیت دارد.